# オフィツィーネ・スタンパッジ・インドストリアリ
オフィツィーネ・スタンパッジ・インドストリアリ（Officine Stampaggi Industriali 、OSI）は、元カロッツェリア・ギアの社長ルイジ・セグレと自動車部品製造のファーガット（Fergat）出身のアリゴ・オリヴェッティ（Arrigo Olivetti）が1960年にトリノで設立したコーチビルダーである。

## 概要
OSIは、ギアから独立したニッチ製品に特化したデザイン子会社を意図しており、元々それまで一品製作を行っていたカロッツェリア・ギアがフィアット社向けフィアット・2300Sクーペと1300/1500S ファミリアーレ、イノチェンティ向けイノチェンティ・950 スパイダーのボディを量産するために設立した企業であり、最初から一定規模の量産を目指している点でその他多くのカロッツェリアとは起源が異なっていた。後年OSIはギアから独立して独自デザインの車を発表するようになった。
この短命な企業は、アルファロメオ、フィアット、フォードの車を基にしたカスタムビルト車を製造した。最初の製品の一つはギアに在籍中の若かりし頃のトム・ジャーダがデザインしたイノチェンティ・950 スパイダーであった。おそらくイタリア国外で最も知られたOSI製のモデルは、ドイツ・フォードのタウヌス20Mを基にしたフォード・20M TS クーペであろう。この車はフォルクスワーゲン・カルマンギア Typ 34 を基にしたタイプ3のデザイナーとして知られるセルジオ・サルトレッリによりデザインされた。約2,200台のフォード・20Mベースのクーペが製造され、2010年の時点でこのうちの約200台が現存すると考えられる。
OSIはジョヴァンニ・ミケロッティがデザインしたフォード・アングリアトリノの製造も行い、1万7台がイタリア国内で販売された。
ギアやフォードとの人的な繋がりを持たずとも成長しつつあったOSIを残してセグレは1963年に虫垂炎を患った後に死去した。セグレの立場はファーガットのジャコモ・ビアンコ（Giacomo Bianco ）により取って代わられたが、契約が減少し始めたことによりビアンコは企業運営を続けることができなくなった。1966年に2,000名の従業員が解雇され、OSIによる車の生産は1967年12月に終了した。ビアンコは解雇され、1968年5月にサルトレッリがOSIのデザインオフィスをフィアットのそれに編入させて業務を清算する責任者に任命された。OSIはプレス加工品と産業用機器の製造業者として企業活動を続けている。

## 製品

### 量産車
- イノチェンティ・950 スパイダー
- フィアット・2300Sクーペ
- 1300/1500S ファミリアーレ
- アルファロメオ・2600 ベルリーナ de Luxe (1965)
- フォード・アングリア トリノ
- フォード・タウヌス 20M TS (1966)

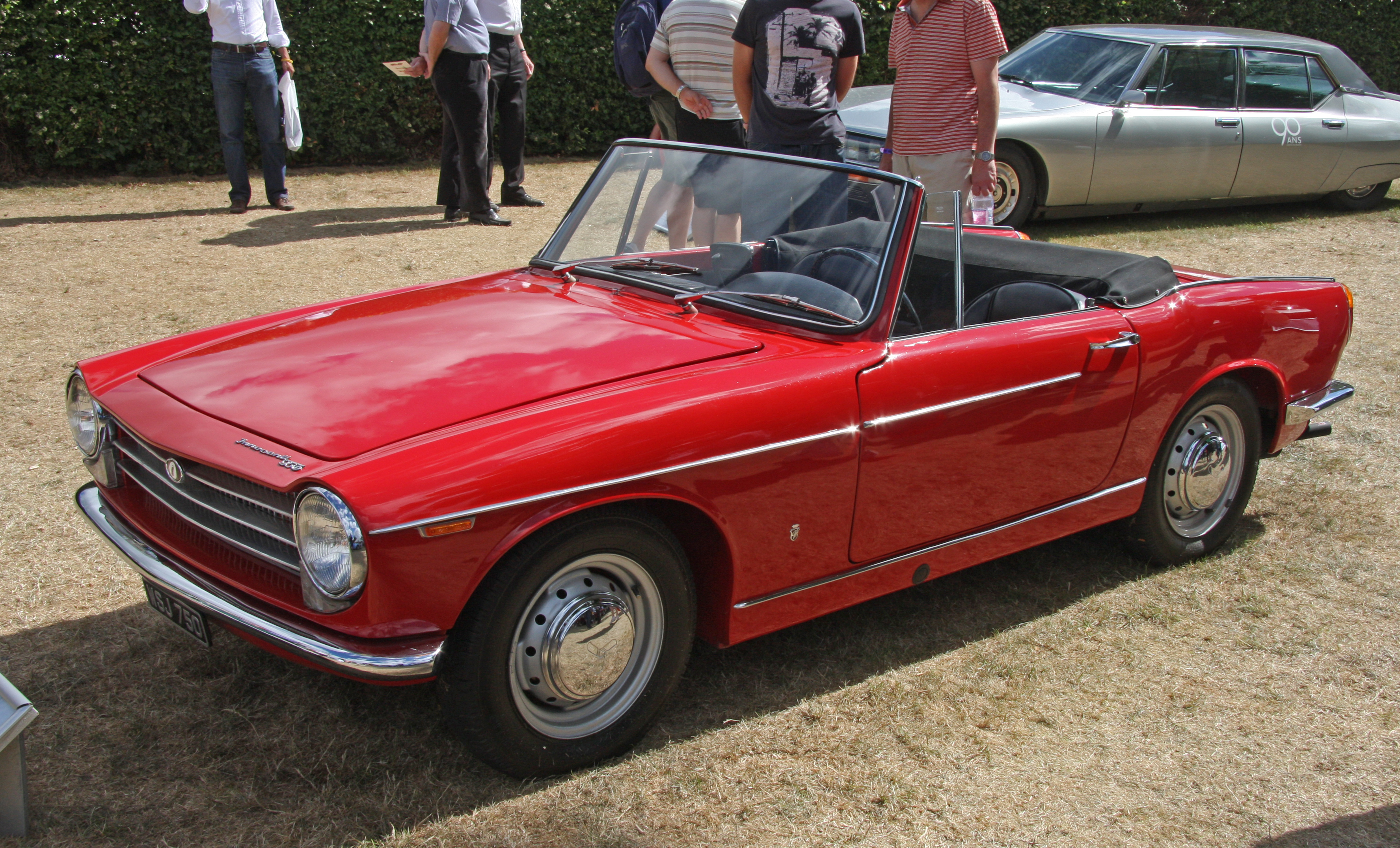
イノチェンティ・950 スパイダー
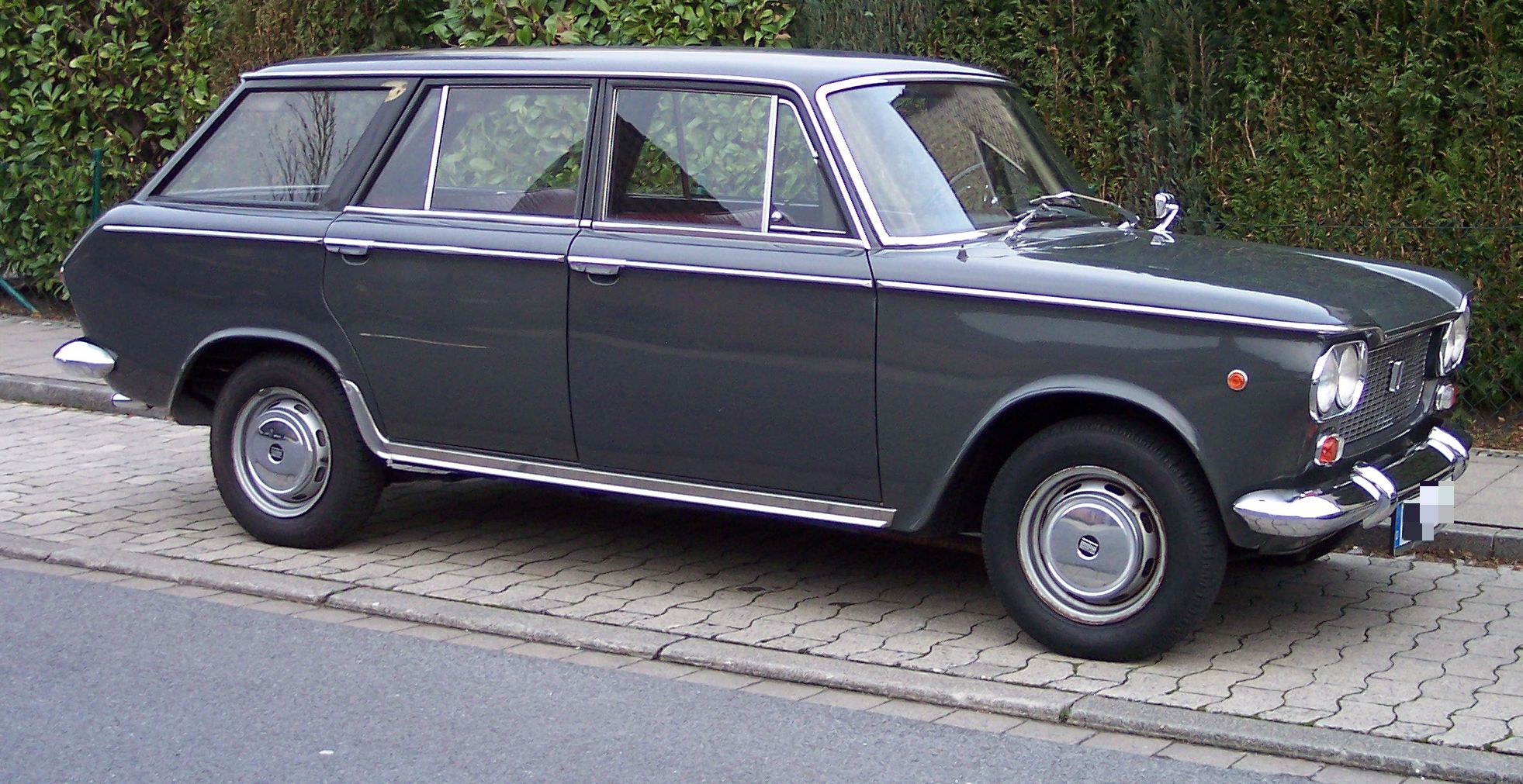
フィアット・1300 ファミリアーレ
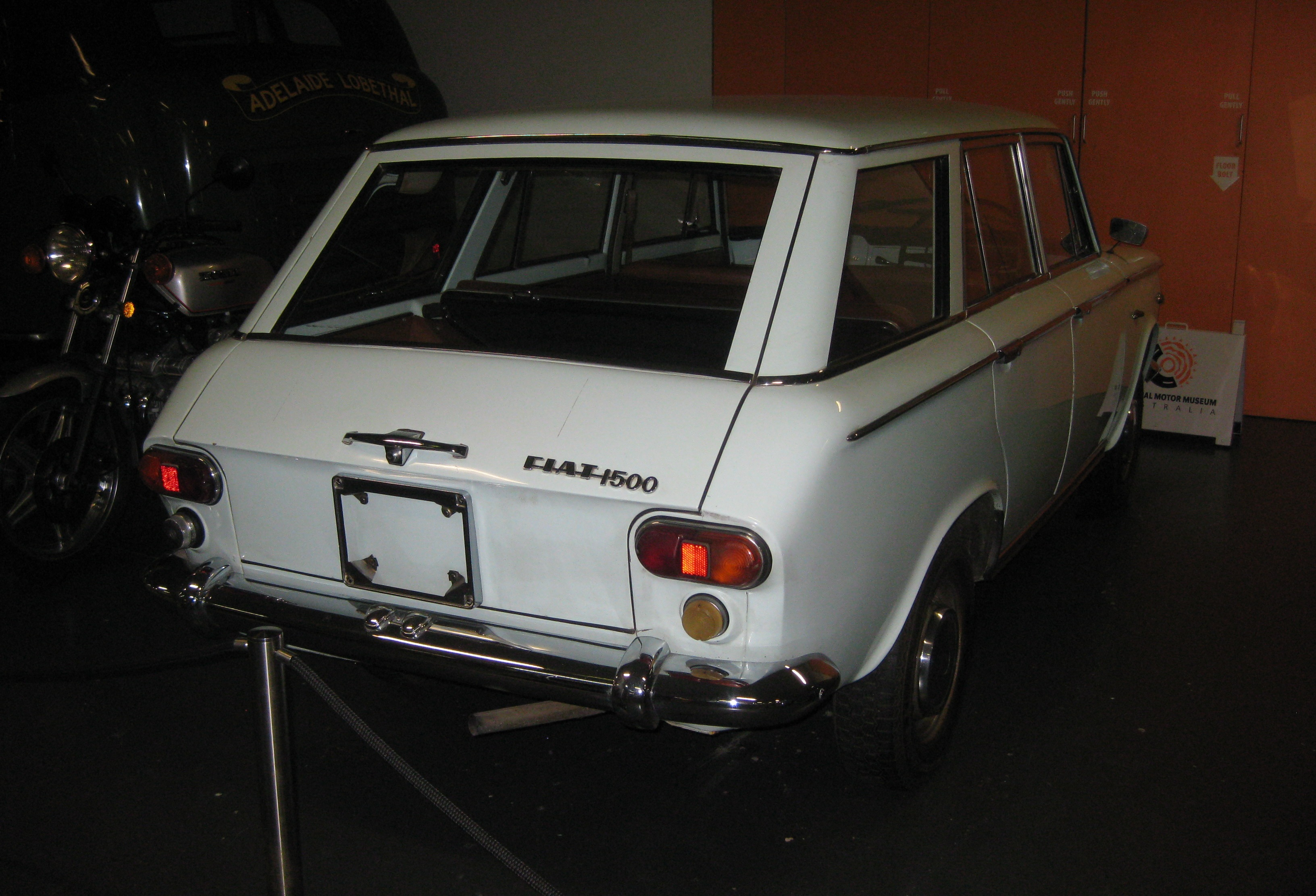
フィアット・1500 ファミリアーレ
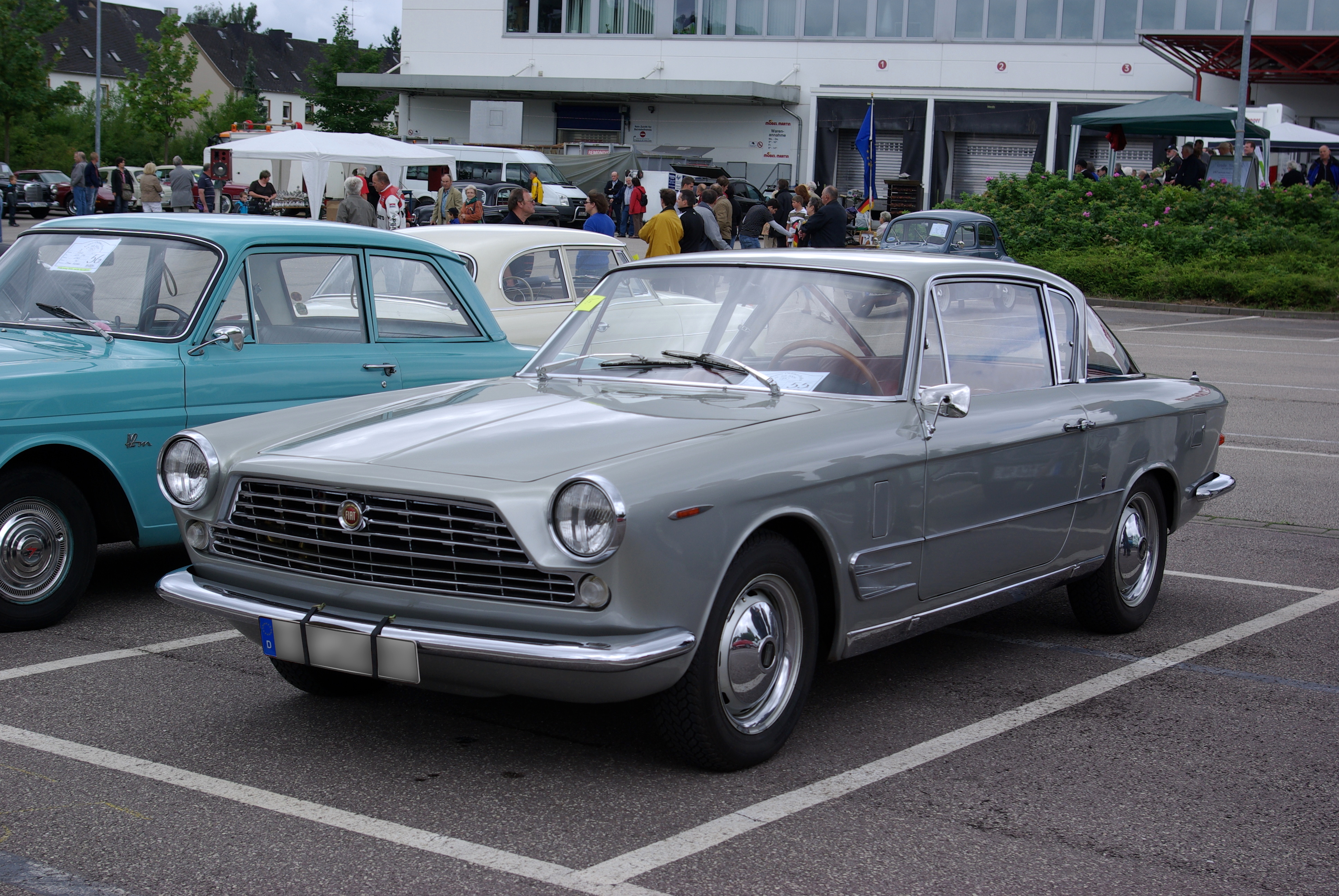
フィアット・2300S
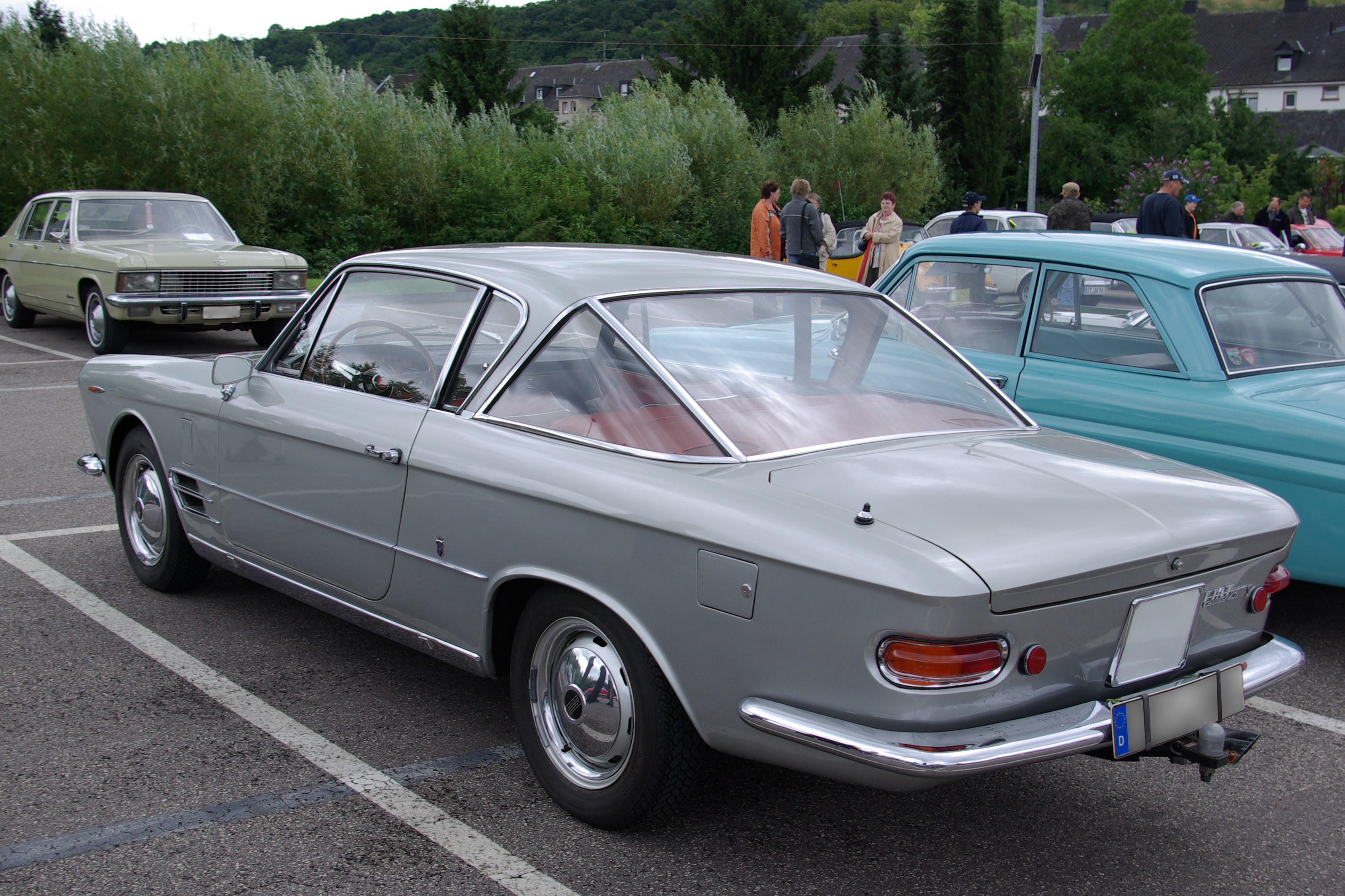
フィアット・2300S
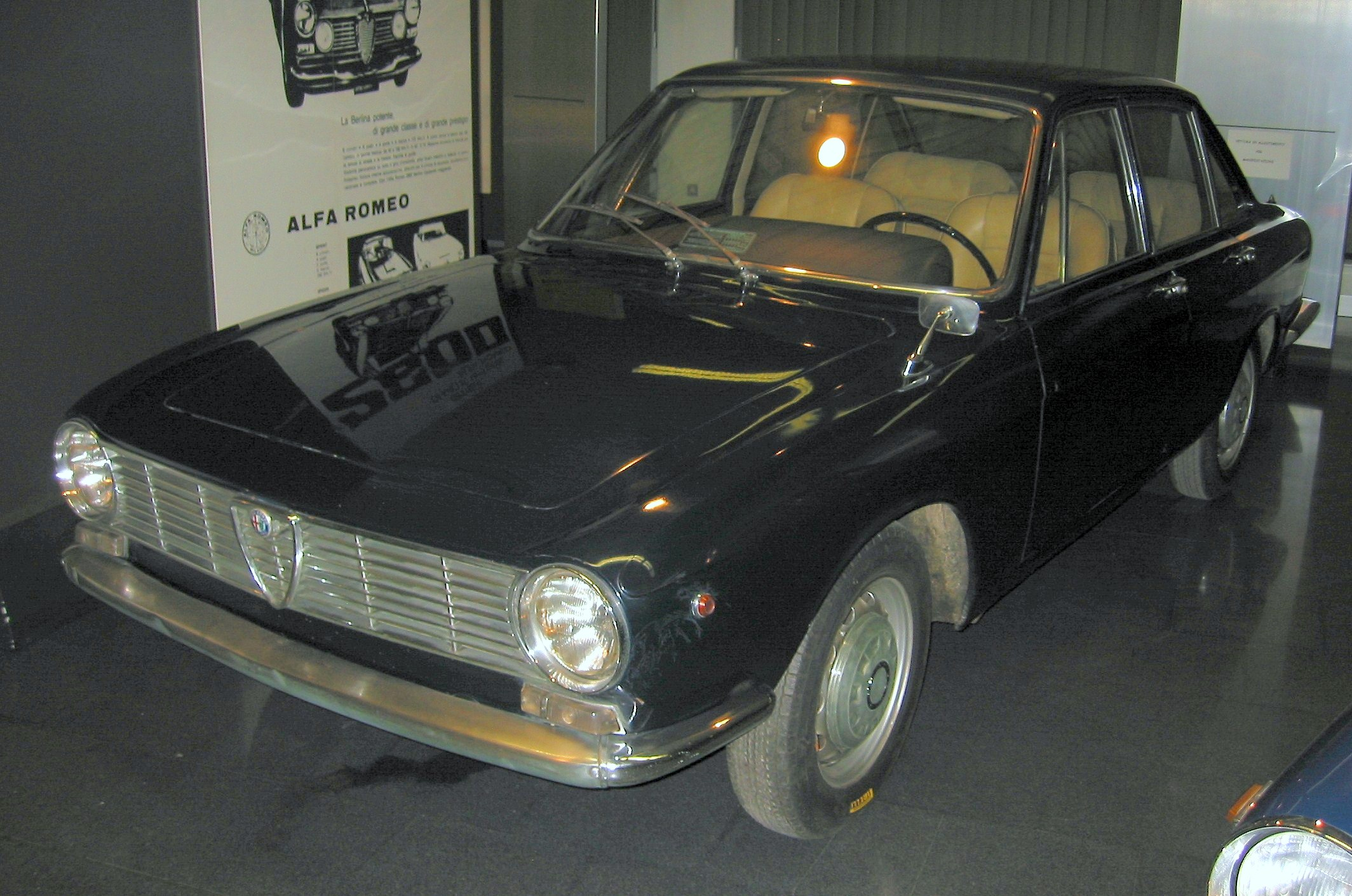
アルファロメオ・2600 ベルリーナ de Luxe (1965)
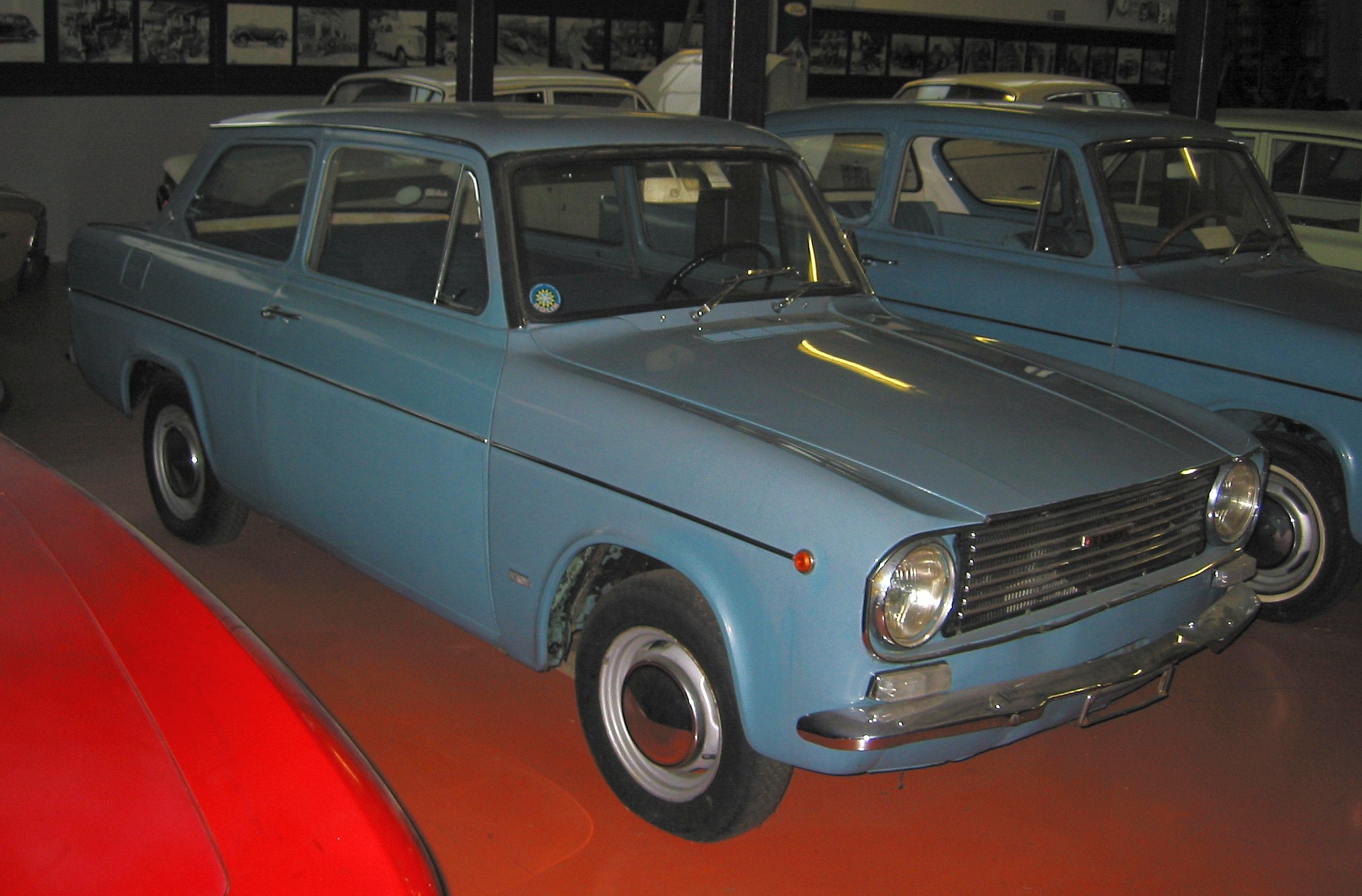
フォード・アングリア トリノ
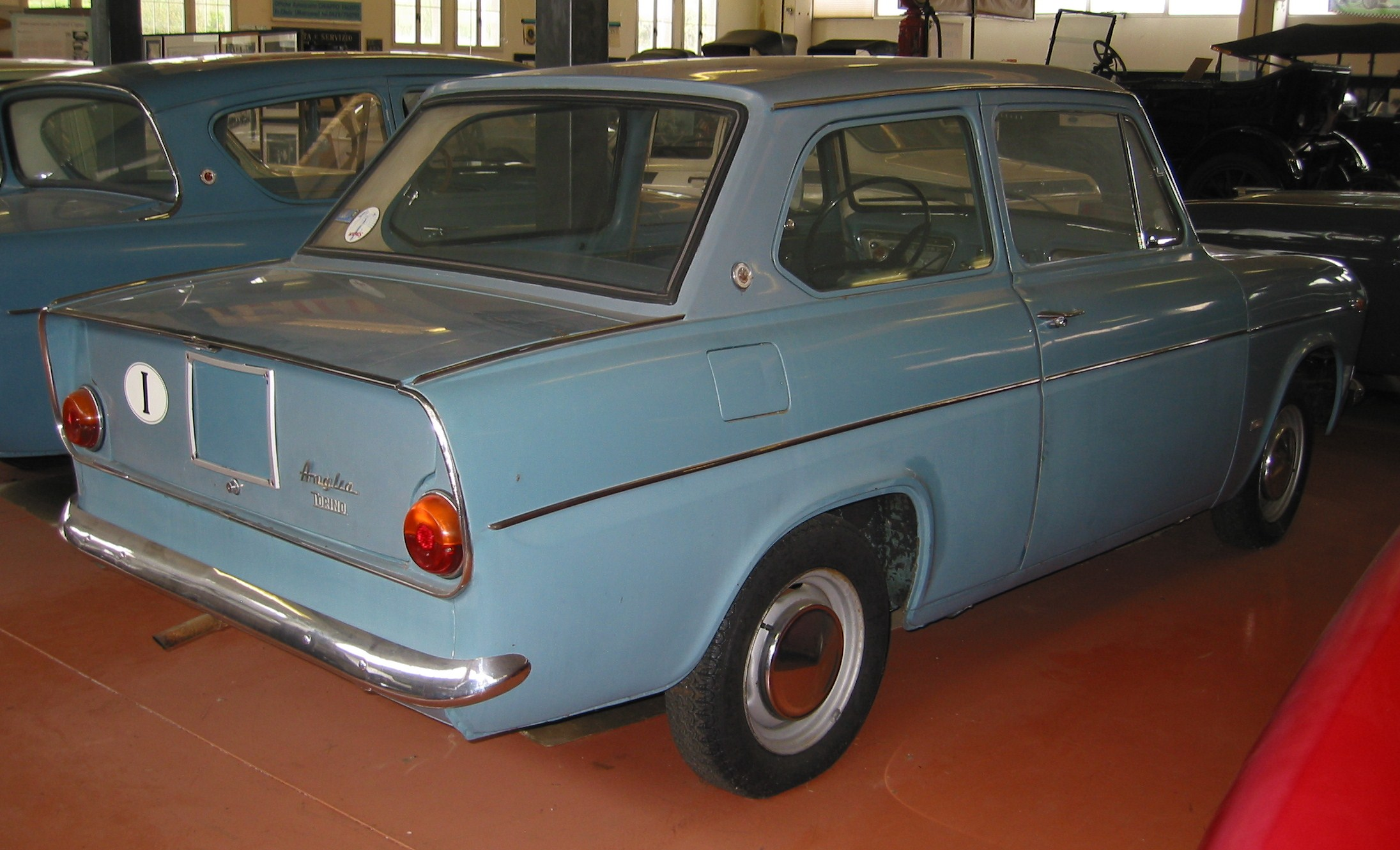
フォード・アングリア トリノ
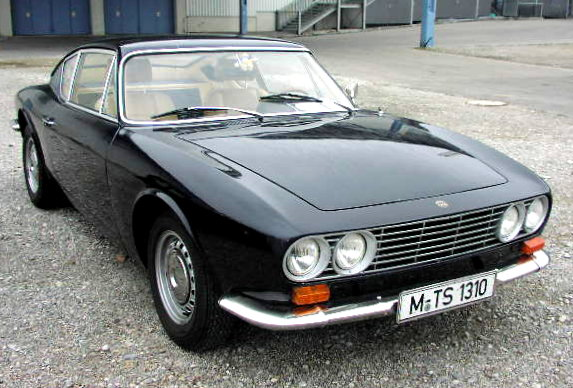
フォード・タウヌス 20M TS
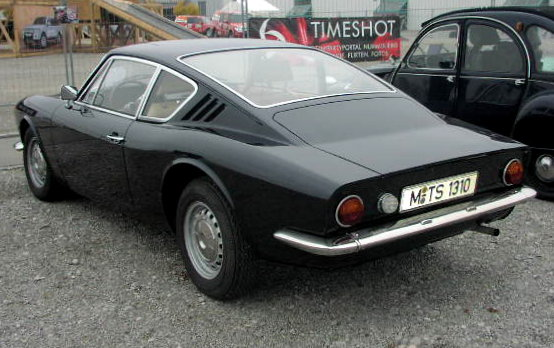
フォード・タウヌス 20M TS

### 一品生産
- セクラ・クァトロルオーテ・OSI (Secura Quattroruote-OSI) (1965)
- フォード・マスタング ベルリネッタ (Ford Mustang Berlinetta) (1965)
- アルピーヌ・ベルリネッタ (Alpine Berlinetta) (1965)
- アルピーヌ・サイコラック (Alpine Cycolac) (1965)
- アルファロメオ ジュリア 1600 スカラベオ (1966)
- DAF・シティ (DAF City) (1966)
- フィアット・124 クロスカントリー (1966)

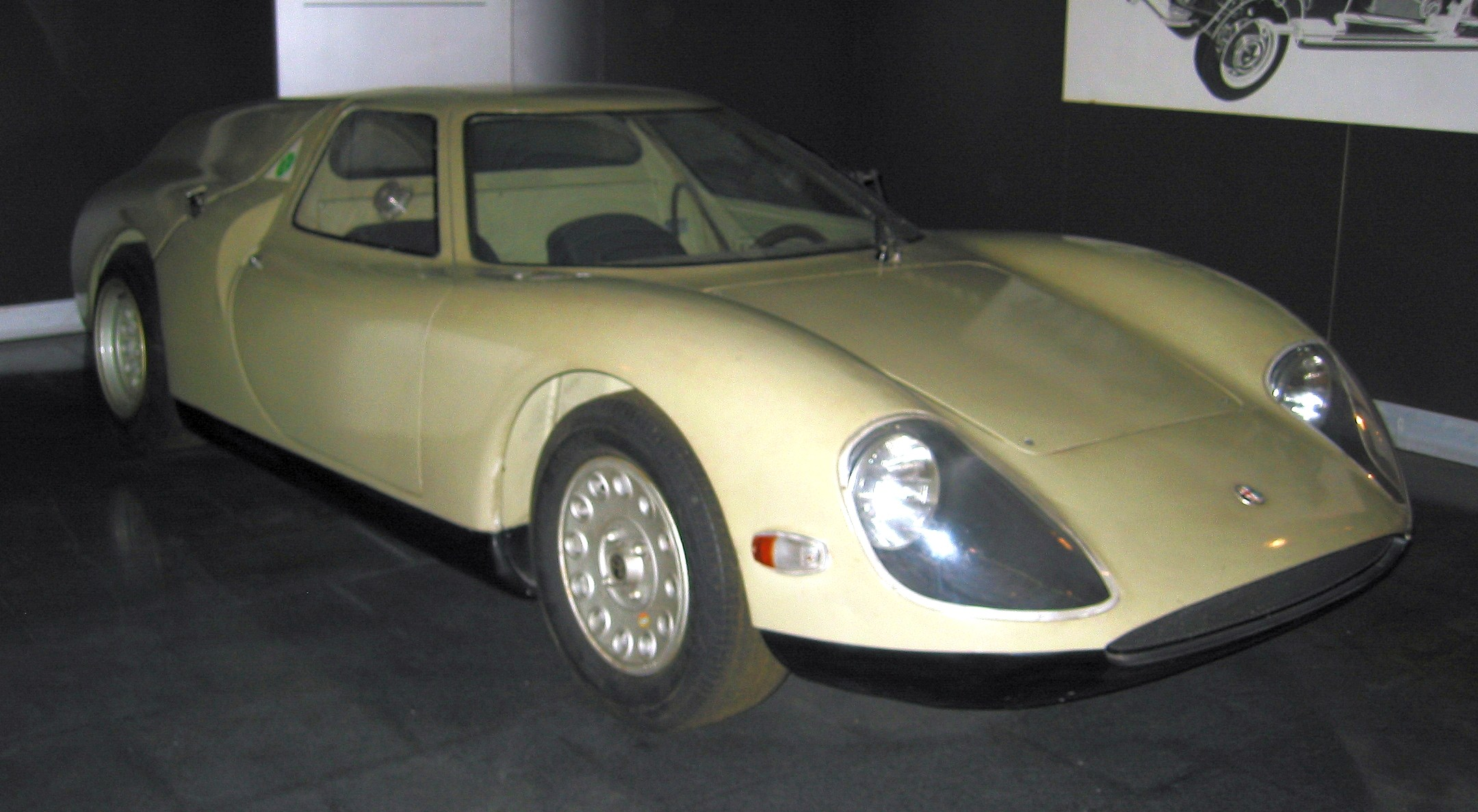
アルファロメオ ジュリア 1600 スカラベオ (1966)